# Sławomir Mocek
Sławomir Marcin Mocek (Leszno, 27 ottobre 1976) è uno schermidore polacco, vincitore di una medaglia di bronzo ai campionati mondiali di scherma.

## Palmarès
In carriera ha conseguito i seguenti risultati:
- Mondiali di scherma

La Chaux de Fonds 1998: oro nel fioretto a squadre.
Seul 1999: bronzo nel fioretto a squadre.
Nimes 2001: argento nel fioretto a squadre.
Pechino 2008: bronzo nel fioretto a squadre.
- Europei di scherma

Plovdiv 1998: argento nel fioretto a squadre.
Bolzano 1999: argento nel fioretto individuale e bronzo a squadre.
Coblenza 2001: bronzo nel fioretto a squadre.
Mosca 2002: bronzo nel fioretto individuale.
Copenaghen 2004: argento nel fioretto a squadre.
Smirne 2006: argento nel fioretto a squadre.
Kiev 2008: argento nel fioretto a squadre.